# Ilhéus das Cabras

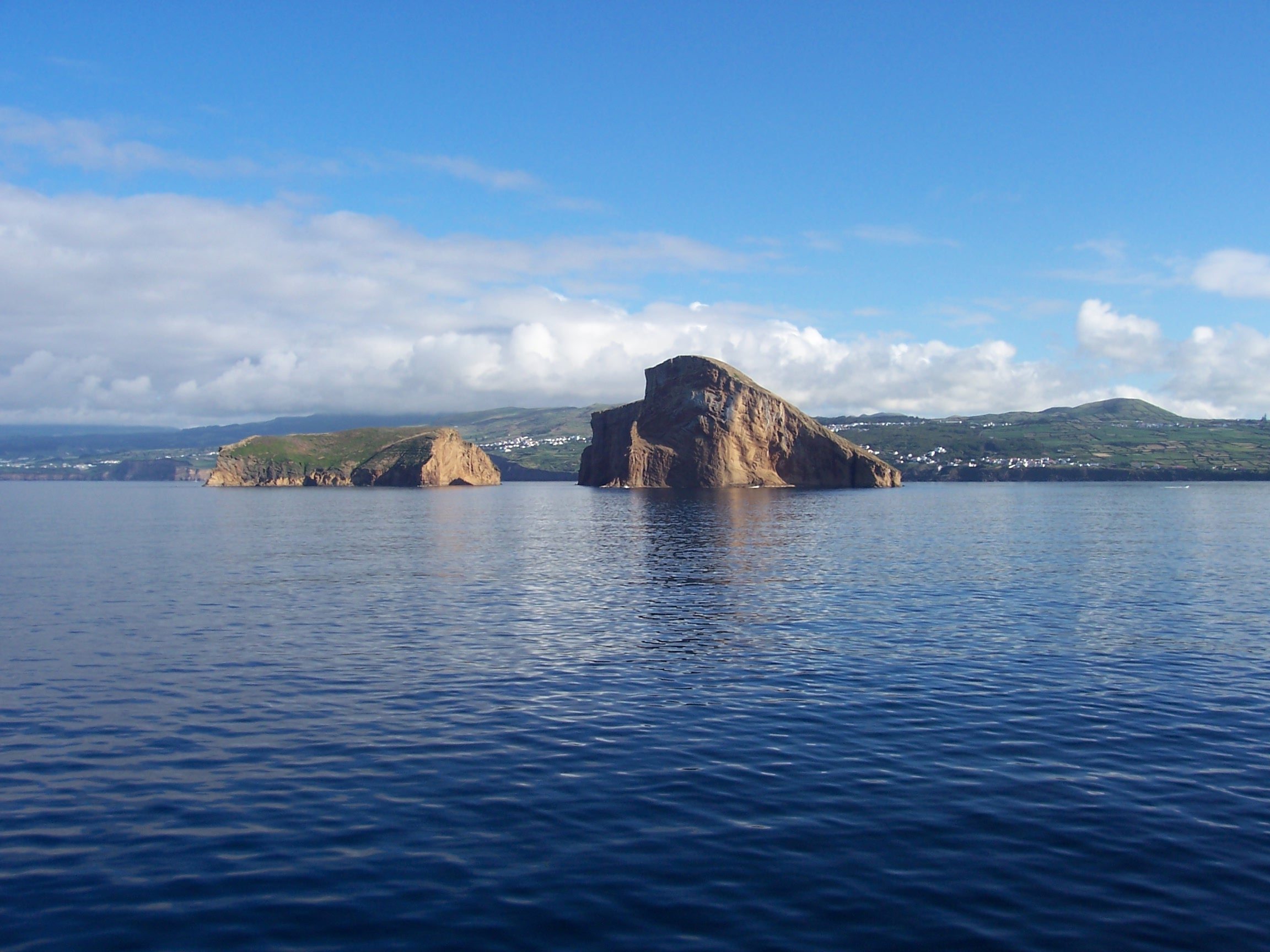
Ilhéus das Cabras, vistos do mar a SE, com a ilha Terceira em fundo.

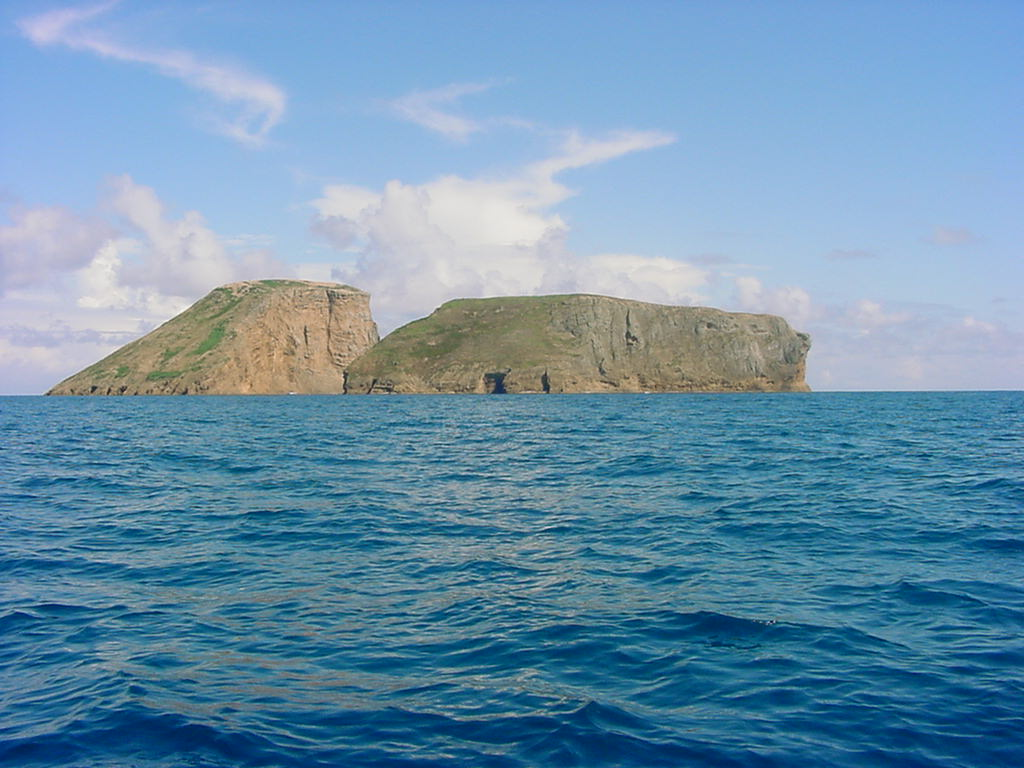
Ilhéus das Cabras, vistos do mar, a partir de noroeste.

Os ilhéus das Cabras localizam-se a sueste da cidade de Angra do Heroísmo, na costa sul da ilha Terceira, nos Açores. situado no mar a cerca de 1 200 m da baía do Morgado, em frente à freguesia da Feteira (Angra do Heroísmo).
Constituem-se em duas ilhotas vulcânicas, restos de um cone litoral muito desmantelados pela erosão marinha e pelas movimentações tectónicas de um vulcão surtseyano, hoje fortemente palagonitizado. São os ilhéus de maiores dimensões existentes no arquipélago.
No que diz respeito à avifauna, neles podem observar-se o cagarro (Calonectris diomedea borealis) e o garajau-comum (Sterna hirundo), espécies protegidas pelo Anex  I da Directiva Aves, contando-se também com a presença de espécies como a garça-real (Ardea cinerea), o pilrito-das-praias (Calidris alba), e o borrelho-de-coleira-interrompida (Charadrius alexandrinus). Os ilhéus são ainda uma zona de importante nidificação de aves marinhas, tais como a gaivota, o cagarro e o garajau.
A zona dos ilhéus também é frequentada por pequenos cetáceos, destacando-se a toninha-brava (Tursiops truncatus) e tartarugas, como a tartaruga-boba (Caretta caretta), espécies constantes do Anexo II da Directiva Habitats da União Europeia.
O escritor Vitorino Nemésio, na obra Corsário das Ilhas (1956) refere-se a estes ilhéus como "…a estátua da nossa solidão."
Desde o Inicio do povoamento do arquipélago que estes ilhéus se encontram envoltos em polémicas devido à sua posse.
Aparecem no ano de 1666 como fazendo parte das propriedades de Braz Pires do Canto, filho de Sebastião Martins do Canto.
206 anos depois, em 26 de fevereiro de 1872, surgem novamente a serem registados, desta feita por Miguel do Canto e Castro Pacheco de Sampaio, descendente de Braz Pires. Este novo registante era Par do Reino e encontrava-se a viver em Lisboa. Para este processo de registo foi representado por uma procuradora, a sua tia Margarida Cândida do Canto, moradora esta na cidade de Angra do Heroísmo.
No registo de propriedade deu como justificativa para o registo o facto de estes ilhéus sempre terem feito parte dos bens da sua família e passados por esta nos bens vinculados sucessivamente até recaírem na pessoa de José Francisco do Canto, avô de Miguel do Canto e Castro Pacheco de Sampaio.
Novamente, em 11 de Fevereiro de 1905, estes ilhéus voltam a mudar de proprietário, desta feita passam à posse do Dr. Eduardo Abreu, médico, e esposa Adelaide de Brito do Rio Abreu, latifundiária e moradora na cidade de Amares, por legação de D. Maria Luísa do Canto e Castro da Silva Ataíde, por via do testamento desta aprovado no dia 3 de Novembro de 1888, feito na cidade do Porto.
Henrique Abreu, corria o dia 26 de setembro de 1910, filho dos últimos acima mencionados e residente na cidade de Braga, regista-os em seu nome.
Actualmente estes ilhéus continuam na posse de privados, os herdeiros da família de José Luís Evangelho (José; Veríssima; João; Carmelina; Francisco; Judite e António) natural da freguesia da Ribeirinha, tendo sido utilizados durante anos pelo mesmo para pastoreio de ovelhas, sendo vendida a sua lã a ilhas como a de S. Jorge para o fabrico de colchas de lã.